# 每日體育報
《每日體育報》（西班牙語：Diario Sport），是西班牙的體育日報，總部設於巴塞隆拿，其與世界體育報同被視為巴塞的喉舌。